# Torneo de Moscú 2019
El Kremlin Cup 2019 fue un torneo de tenis jugado en canchas duras bajo techo. Fue la 30.ª edición de la Kremlin Cup, y parte del ATP World Tour 250 series del ATP World Tour 2019, y formará parte del circuito Premier del WTA Tour 2019. Se llevó a cabo en el Ice Palace Krylatskoye, Rusia, del 14 al 20 de octubre de 2019.

## Distribución de puntos
| Modalidad            | Campeón | Finalista | Semifinales | Cuartos de final | 2ª ronda | 1ª ronda | Clasificados | 2ª ronda de clasificación | 1ª ronda de clasificación |
| Individual masculino | 250     | 165       | 100         | 50               | 25       | 0        | 13           | 7                         | 0                         |
| Dobles masculino     | 250     | 150       | 90          | 45               | 20       | 0        | -            | -                         | -                         |

| Modalidad           | Campeón | Finalista | Semifinal | Cuartos de final | 3ª ronda | 2ª ronda | 1ª ronda | Clasificados | 2ª ronda de clasificación | 1ª ronda de clasificación |
| Individual femenino | 470     | 305       | 185       | 100              | 55       | 30       | 1        | 25           | 13                        | 1                         |
| Dobles femenino     | 470     | 305       | 185       | 100              | 1        | -        | -        | -            | -                         | -                         |

## Cabezas de serie

### Individuales masculino
| Tenista           | Ranking | Preclasificado |
| Daniil Medvédev   | 4       | 1              |
| Karen Jachanov    | 9       | 2              |
| Marin Čilić       | 25      | 3              |
| Dušan Lajović     | 31      | 4              |
| Christian Garín   | 32      | 5              |
| Andréi Rubliov    | 33      | 6              |
| Adrian Mannarino  | 44      | 7              |
| Miomir Kecmanović | 50      | 8              |

- Ranking del 7 de octubre de 2019.[3]

### Dobles masculino
| Tenistas                           | Ranking | Preclasificados |
| Nikola Mektić Franko Škugor        | 39      | 1               |
| Jamie Murray Neal Skupski          | 41      | 2               |
| Marcus Daniell Philipp Oswald      | 93      | 3               |
| Marcelo Demoliner Matwé Middelkoop | 114     | 4               |

### Individuales femenino
| Tenista               | Ranking | Preclasificado |
| Elina Svitolina       | 4       | 1              |
| Kiki Bertens          | 8       | 2              |
| Johanna Konta         | 11      | 3              |
| Donna Vekić           | 21      | 4              |
| Dayana Yastremska     | 23      | 5              |
| Anastasija Sevastova  | 25      | 6              |
| Maria Sakkari         | 30      | 7              |
| Ekaterina Alexandrova | 35      | 8              |

- Ranking del 7 de octubre de 2019[4]

### Dobles femenino
| Tenistas                               | Ranking | Preclasificados |
| Tímea Babos Kristina Mladenovic        | 4       | 1               |
| Kirsten Flipkens Bethanie Mattek-Sands | 50      | 2               |
| Darija Jurak Alicja Rosolska           | 67      | 3               |
| Nadiia Kichenok Raluca Olaru           | 78      | 4               |

## Campeones

### Individual masculino
Andréi Rubliov venció a  Adrian Mannarino por 6-4, 6-0

### Individual femenino
Belinda Bencic venció a  Anastasia Pavlyuchenkova por 3-6, 6-1, 6-1

### Dobles masculino
Marcelo Demoliner /  Matwé Middelkoop vencieron a  Simone Bolelli /  Andrés Molteni por 6-1, 6-2

### Dobles femenino
Shuko Aoyama /  Ena Shibahara vencieron a  Kirsten Flipkens /  Bethanie Mattek-Sands por 6-2, 6-1